# Mandzsu sámánizmus

Mandzsu népi jelkép

A mandzsu népi vallás vagy hagyományos mandzsu vallás a mandzsuk, az Észak-Kínai Mandzsúria lakosainak nagy része által gyakorolt hagyományos etnikai vallás. Nevezhetjük mandzsu sámánizmusnak is, mivel a „sámán” kifejezés eredetileg a tunguz "šamán" szóból származik, a nyugati tudósok innen eredve kezdték el alkalmazni más hasonló vallási specialistákra.
A mandzsu sámánizmus egy animisztikus és politeista vallás, amely több istenben és szellemben hisz.
- Abka Enduri („Égi Isten” vagy „mennyei atya”) a mindenek felett uralkodó égisten, akit Abka Han („égi Kán” vagy „mennyei Kán”) Abka Ama („Égi Atya”), néven is említenek.
- Abka Hehe („Égi nő, Égi anya”) az égisten női párja, ők ketten minden élet és teremtés forrásai.[2]

Az istenségek (enduri) a természet minden elemét uralják, és úgy tartják, hogy ezen istenek imádata kegyet, egészséget és jólétet hoz. Az istenségek közül sokan eredetileg mandzsu ősök voltak, az azonos vezetéknévvel rendelkező embereket egyazon istenségtől eredeztették.
A sámánok szokatlan képességekkel, erővel és érzékenységgel rendelkező személyek, akik képesek az istenek útjainak felismerésére. Feladatuk a társadalomban, hogy áldozati szertartásokat végezzenek, és az istenségekhez forduljanak, hogy közbenjárást vagy védelmet kérjenek tőlük. Képességeik miatt a sámánokat nagy tekintély és tisztelet övezi. Általában minden mandzsu nemzetségnek van saját sámánja.
A mandzsu népi vallási szertartásokat Csien-lung császár (1736-1796) egységesítette a Mandzsu áldozati szertartás az isteneknek és az égnek (Manjusai wecere metere kooli bithe) című kézikönyvben, amelyet 1747-ben mandzsu nyelven, 1780-ban pedig csing-kori mandarin nyelven (kínaiul: 欽定滿洲祭神祭天典禮) adtak ki. A Csing dinasztia megalapítása és az új császári hatalom megszilárdulása után a mandzsuk fokozatosan átvették a mandarin kínai nyelvet és vallásokat, bár a mandzsu vallás a hagyományos kínai valláson belül továbbra is jelen maradt egyediségével.

## Szertartások
A mandzsu vallás tanulmányozása általában kétféle szertartási formát különböztet meg, a „házi” és a „vad” rituálét, amelyeket kétféle környezetben, a „császári” és a „közönséges” kultuszban lehet végezni. A házi szertartás elsősorban a nemzetség ősatyáknak szánt áldozatokat foglalja magában, és ez a legfontosabb, a vad szertartás az állatias (zoomorf) isteneknek szánt áldozatokat jelenti. Csien-lung írása kísérlet volt arra, hogy minden áldozati szertartást egységesen, a császári ősöknek elvégzendő szertartáshoz igazítsanak. Ez csak részben volt eredményes, mivel az egymással rokon nemzetségek közös kultuszai idővel megmaradtak és újjáéledtek.
Az ősök megidézéséhez használt rituálé a közemberek, nemesek, és a császári család számára is ugyanaz. Három fő lépésből áll: a hajnali áldozat (kínaiul: chaoji), a napnyugati áldozat (xiji) és az éjfélkor tartott „fényt eloltó” áldozat (beidingji). Mind a köznépi, mind a császári ősök tiszteletére tartott szertartás során a sámánok az istenek oszlopát (kínaiul: 神杆 shéngān vagy 神柱 shénzhù, mandzsuul: šomo) használják az éggel való kapcsolat megteremtésének eszközeként.
Míg a házi szertartás világos és kiegyensúlyozott, addig a primitív vagy „vad” szertartás sötétséggel és titokzatossággal társul. Az érintett istenségek nem az ég, a föld vagy az ősök istenségei, hanem állatias jellegű (zoomor) istenségek. A szertartásokat, amelyek során a sámán önkívületi állapotban lép kapcsolatba az istenekkel, a császári udvar már korán nem támogatta (Hong Taiji már 1636-ban betiltotta).

## Templomok és istenek
A mandzsu vallási kultuszok eredetileg a tangse (kínaiul: 堂子 tángzi, „csarnok”; vagy 谒庙 yèmiào, „ látogatási templom”) nevű szentélyekben zajlottak, de legkésőbb 1673-ra a császári ősök épületének kivételével minden közösségi tangse-t betiltottak. A családok a Veceku (weceku) nevű házi oltároknál imádkoztak saját öseik szellemeinek segítségéért.
A mandzsuk a tunguz népek istenei mellett fokozatosan átvették a hagyományos kínai vallás istenségeinek tiszteletét is. Kuan Jü (关帝 Guāndì), akinek harcias jellege vonzó volt a mandzsuk számára, az egyik legkedveltebb istenséggé vált. Mellette az egyik legnépszerűbb Niángniáng (娘娘) istennő imádata volt.

## Fordítás
Ez a szócikk részben vagy egészben  a   Manchu shamanism című angol Wikipédia-szócikk ezen változatának fordításán alapul.  Az eredeti cikk szerkesztőit annak laptörténete sorolja fel. Ez a jelzés csupán a megfogalmazás eredetét és a szerzői jogokat jelzi, nem szolgál a cikkben szereplő információk forrásmegjelöléseként.